# Liste der Stolpersteine in Osterath
Die Liste der Stolpersteine in Osterath enthält sämtliche Stolpersteine, die im Rahmen des gleichnamigen Kunst-Projektes von Gunter Demnig in Osterath verlegt wurden.

## Hintergrund
Im Dezember 2011 wurden in Osterath, heute ein Stadtteil von Meerbusch, 14 Stolpersteine für die aus Osterath deportierten jüdischen Bürger verlegt. Geplant waren ca. 25 Stolpersteine.
Nach der Verlegung der Stolpersteine gab es Diskussionen und Auseinandersetzungen um die zu Ehren des Bürgermeisters der Jahre 1934 bis April 1945 benannte Hugo-Recken-Straße.

## Liste der Stolpersteine in Osterath
Die Spalten der Tabelle sind selbsterklärend. Zusammengefasste Adressen zeigen an, dass mehrere Stolpersteine an einem Ort verlegt wurden. Die Tabelle ist teilweise sortierbar; die Grundsortierung erfolgt alphabetisch nach der Adresse.
| Bild | Adresse                    | Verlege- datum | Person, Inschrift                                                                                     | Kurzvita |
| ---- | -------------------------- | -------------- | --- | --- |
|      | Kaarster Str. 8 (Lage)     | 11. Dez. 2011  | Hier wohnte Berta Gutmann Jg. 1887 Deportiert 1941 Ermordet in Riga                                   | Berta lebte gemeinsam mit ihrem Bruder Julius und dessen Ehefrau Sabine in ihrem Elternhaus in der Kaarster Str. 8. Ihr Vater Moses Gutmann war im Frühjahr 1933 verstorben und wurde auf dem jüdischen Friedhof von Osterath beigesetzt. Auf Initiative der Gemeindeverwaltung Osterath unter Bürgermeister Hugo Recken wurde der seit 1867 in Osterath genutzte jüdische Friedhof nach Krefeld „umgebettet“. Im Meerbuscher Geschichtsheft wurde dieses als Beispiel für offene Rassenverfolgung benannt, „zeigt (das) Osterather Umbettungsprojekt doch, dass auch dort (im Rheinland) die (rassistische) Propaganda ihre Wirkung nicht verfehlt hatte ..“ Deportation nach Riga am 11. Dezember 1941 |
|      | Kaarster Str. 8 (Lage)     | 11. Dez. 2011  | Hier wohnte Sabine Gutmann geb. Herzberger Jg. 1901 Deportiert 1942 Theresienstadt befreit / überlebt | Am 11. Januar 1901 wurde Sabine Gutmann als Tochter des Pferdehändlers Herzberger geboren. Sie arbeitete bis 1938 in der Krawattenfabrik Herz in Krefeld. Ca. 1937 lernte sie Julius Gutmann kennen und zog zu ihm nach Osterath. Sie heirateten im Sommer 1941. Sabine Gutmann hat in ihren Erinnerungen später ihre Ankunft dort (in Theresienstadt) folgendermaßen geschildert: „Als wir in Theresienstadt ankamen, wurde ich aus dem Waggon geprügelt. Mit 35 Frauen hatten wir einen Raum von 16 Quadratmetern. Viele von unserem Transport starben in der ersten Nacht. 15 nahmen sich das Leben. Acht Monate habe ich krank auf einem Bett in der Ecke gelegen. Einer meiner Brüder und seine Frau waren auch da. Sie wurden bald nach Auschwitz geschafft. Ich hatte mir Gift besorgt. Man hat es mir abgenommen und ich mußte meinem Mann versprechen, daß ich mich nicht umbringe.“ Sabine Gutmann kehrte Ende August 1945 aus Theresienstadt zurück, sie wog noch 86 Pfund, Sie war 9 Jahre lang für die SPD im Gemeinderat, sie verließ Mitte der fünfziger Jahre Osterath und starb am 27. Dezember 1986 in ihrer Heimatstadt Krefeld. Das 1911 im Jugendstil erbaute Wohn- und Geschäftshaus der Familie Gutmann in der Kaarster Str. 8 hat sie nicht zurückerhalten, auch keine Entschädigung für das Haus der Familie. |
|      | Kaarster Str. 8 (Lage)     | 11. Dez. 2011  | Hier wohnte Julius Gutmann Jg. 1883 Deportiert 1942 Theresienstadt befreit / überlebt                 | Julius Gutmann wurde am 9. Februar 1883 in Osterath geboren, ging hier zur Schule und lernte bei seinem Vater das Metzgerhandwerk. Nach dem Tod des Vaters 1933 übernahm er das elterliche Geschäft und lebte mit seiner unverheirateten Schwester Berta im Elternhaus. Der Vater Moses Gutmann hatte zunächst einen Viehhandel unterhalten. Ab 1911 betrieb er eine Metzgerei in seinem neu erbauten Haus auf der Kaarster Straße 8. Im Ersten Weltkrieg wurde Julius Soldat und für die aktive Teilnahme an den Kämpfen wurde ihm das Eiserne Kreuz verliehen. Er wurde verwundet und bezog später als anerkannter 50%iger Kriegsdienstbeschädigter eine monatliche Rente. Am 10. November 1938 gegen 9.30 Uhr in seiner Wohnung abgeholt und für einen Tag auf dem Bürgermeisteramt Osterath in Schutzhaft gehalten. In der folgenden Nacht, in der Nacht vom 10. zum 11. November, in den frühen Morgenstunden zwischen 3 und 4 Uhr, haben ihn dann auswärtige SA-Leute verhaftet und nach Anrath gebracht. Dort wurde er bis zum 30. November 1938 im KZ-Flügel des Gefängnisses Willich-Anrath festgehalten. Nach der Gefängnishaft erhielt Julius Gutmann Berufsverbot. Im Jahre 1948 machte der Gemeindeinspektor von Osterath, Johannes Herbrandt, mehrere „Hausbesuche“ in seiner schwarzen SA-Uniform. Die besuchten, u. a. auch Julius Gutmann, sollten keine „falschen“ Aussagen bei der Entnazifizierung machen. Julius Gutmann starb am 14. März 1948 ist er im Alter von 65 Jahren im Dominikus-Krankenhaus in Düsseldorf-Heerdt. Der Arzt attestierte im „Wahnvorstellungen“, er sähe uniformierte Nazis. |
|      | Kaarster Str. 14 (Lage)    | 11. Dez. 2011  | Hier wohnte Gustav Kiefer Jg. 1887 Deportiert 1941 Ermordet in Riga                                   | Deportation nach Riga am 11. Dezember 1941 |
|      | Kaarster Str. 14 (Lage)    | 11. Dez. 2011  | Hier wohnte Franziska Kiefer geb. Levy Jg. 1881 Deportiert 1941 Ermordet in Riga                      | Deportation nach Riga am 11. Dezember 1941 |
|      | Kaarster Str. 14 (Lage)    | 11. Dez. 2011  | Hier wohnte Karola Lucas geb. Kiefer Jg. 1909 Deportiert 1941 Ermordet in Riga                        | Familie Lucas wohnte im Hoterheideweg 44, sie wurde dann ins »Judenhaus« Kaarster Str. 14 gezwungen. Deportation nach Riga am 11. Dezember 1941 |
|      | Kaarster Str. 14 (Lage)    | 11. Dez. 2011  | Hier wohnte Justin Lucas Jg. 1901 Flucht 1941 Kenia überlebt                                          | |
|      | Kaarster Str. 14 (Lage)    | 11. Dez. 2011  | Hier wohnte Max Lucas Jg. 1900 Flucht 1941 Kenia überlebt                                             | |
|      | Kaarster Str. 14 (Lage)    | 11. Dez. 2011  | Hier wohnte Ruth Lucas geb. Kiefer Jg. 1912 Deportiert 1941 Ermordet in Riga                          | Deportation nach Riga am 11. Dezember 1941 |
|      | Kaarster Str. 14 (Lage)    | 11. Dez. 2011  | Hier wohnte Dan Lucas Jg. 1939 Deportiert 1941 Ermordet in Riga                                       | Aus der Geburtsurkunde von Dan Lucas geht hervor, dass seine Mutter ihn zu Hause, im »Judenhaus« Kaarster Str. 14, ohne Hilfe eines Arztes oder einer Hebamme geboren hat. Deportation nach Riga am 11. Dezember 1941 |
|      | Meerbuscher Str. 30 (Lage) | 11. Dez. 2011  | Hier wohnte Hilde Katz geb. Kiefer Alter unbekannt Flucht 1941 Brasilien überlebt                     | |
|      | Meerbuscher Str. 30 (Lage) | 11. Dez. 2011  | Hier wohnte Jacob Kiefer Jg. 1872 gedemütigt/entrechtet tot 1941                                      | |
|      | Meerbuscher Str. 30 (Lage) | 11. Dez. 2011  | Hier wohnte Selma Kiefer Jg. 1881 Deportiert 1941 Ermordet in Riga                                    | Deportation nach Riga am 11. Dezember 1941 |
|      | Krefelder Str. 11 (Lage)   | 11. Dez. 2011  | Hier wohnte Paul Cervelli geb.1906 Berufsverbot gedemütigt/entrechtet überlebt                        | |

## Lücken in den Stolpersteinen
Für einige Opfer konnten (noch) keine Stolpersteine verlegt werden:
- Bernhard Abrahams, Deportation nach Riga am 11. Dezember 1941[3]
- Hedwig Davids, geb. Rives, Deportation nach Theresienstadt am 27. Juli 1942
- Selma Davids, geb. Kiefer, Deportation nach Theresienstadt am 27. Juli 1942
- Valentin Davids, Deportation nach Theresienstadt am 27. Juli 1942
- Emily Ephraim, geb. Salomon, Deportation nach Litzmannstadt am 27. Oktober 1941
- Alice Fellheimer, geb. Kiefer, Deportation nach Riga am 11. Dezember 1941[3]
- Ida Kiefer, Deportation nach Izbica am 24. April 1942
- Emmi Gutmann, geb. David, Deportation nach Theresienstadt am 27. Juli 1942 und nach Auschwitz am 16. Oktober 1944
- Karl Gutmann, Deportation nach Theresienstadt am 27. Juli 1942 und nach Auschwitz am 16. Oktober 1944
- Marta Königsthal, Deportation nach Riga am 11. Dezember 1941[3]
- Klara Lachs, geb. Kiefer, Deportation nach Theresienstadt am 25. Juli 1942 und nach Treblinka am 26. September 1942
- Alfred Levy, Deportation nach Riga am 11. Dezember 1941[3]